# 가격지도제
가격지도제(價格指導制, price leadership)는 소수의 대기업에 의하여 시장이 지배되고 있을 때 어떤 상품의 생산, 판매에 관하여 대기업이 정하는 가격에 그 업종의 다른 기업이 추종하는 형태로 가격 결정이 되는 경우를 가리킨다. 이것은 카르텔 규제가 강한 미국에서 많이 적용되고 있다. 실질적으로는 독점 가격(또는 과점 가격)이 실현되고 독점 금지 정책의 면에서 문제가 되고 있다.

## 같이 보기
- 경쟁법
- 쿠르노 모형
- 내시 균형
- 독점
- 수요 독점
- 약탈 가격
- 과점
- 내부고발